# Arno Sonderegger
Arno Sonderegger (* 25. August 1974 in Bludenz) ist ein österreichischer Afrikawissenschaftler und Historiker.

## Leben
Aufgewachsen in der kleinen Vorarlberger Walgau-Gemeinde Schlins besuchte Arno Sonderegger das Gymnasium in Bludenz, wo er 1992 maturierte. Nach einem kurzen Intermezzo an der Pädagogischen Hochschule in Feldkirch, zog er nach Wien und studierte ab 1993 an der Universität Wien Theaterwissenschaft und Völkerkunde, später auch Afrikanistik. Das Diplomstudium beendete er im Jahr 2000 mit einer kritischen Untersuchung der Geschichtsphilosophie und des Afrikabilds von Johann Gottfried Herder. Das folgende Dissertationsprojekt stellte begriffsgeschichtlich die Frage nach der „Afrikanischen Despotie“ und wurde über einen zweijährigen Zeitraum von der Österreichischen Akademie der Wissenschaften finanziert. Die Promotion erfolgte im Jahr 2005, als Buch erschien die Dissertation unter dem Titel „Die Dämonisierung Afrikas“ drei Jahre später.
Seit 2004 lehrte Arno Sonderegger regelmäßig im Projekt Internationale Entwicklung und am Institut für Afrikawissenschaften der Universität Wien und nahm verschiedene Einladungen zu Vorträgen und Gastvorlesungen im In- und Ausland wahr. Im Wintersemester 2012/13 war er als Gastprofessor am Institut für Asien- und Afrikawissenschaften der Humboldt-Universität zu Berlin tätig und vertrat dort den Lehrstuhl für die Geschichte Afrikas. Seit 2010 arbeitet er als Senior Lecturer für Geschichte und Gesellschaften Afrikas am Institut für Afrikawissenschaften der Universität Wien. Ende 2016 habilitierte er mit einer politik-ideengeschichtlichen Arbeit im Fach Geschichte und Gesellschaften Afrikas.

## Forschungsschwerpunkte
Seine Lehr- und Forschungsschwerpunkte sind die Geschichte Afrikas seit 1500, Globalgeschichte, Wissenschaftsgeschichte und historische Rassismusforschung. Er hat viel zur Ideengeschichte Afrikas publiziert, insbesondere zur Geschichte des panafrikanischen Denkens. Daneben hat er einige langzeitperspektivisch angelegte Überblicksdarstellungen zur Geschichte Afrikas veröffentlicht, in Form von Büchern und Essays.

## Schriften (Auswahl)

### Monographien
- Afrika und die Welt: Betrachtungen zur Globalgeschichte Afrikas in der Neuzeit. Wiesbaden: S. Marix, 2021. 336 S. ISBN 978-3-7374-1179-0 Textidente Taschenbuchausgaben der Landeszentralen für politische Bildung, Wiesbaden: S. Marix, 2022, ISBN 978-3-7374-1211-7 und als Band 10867 der Schriftenreihe der Bundeszentrale für politische Bildung, Bonn: bpb, 2023, ISBN 978-3-7425-0867-6
- Kurze Geschichte des Alten Afrika: Von den Anfängen bis 1600. Wiesbaden: Marix Verlag, 2017. marixwissen, 224 S. ISBN 978-3-7374-1046-5 Zweite Auflage, Wiesbaden: Marix im Verlag Römerweg, 2024.
- Die Dämonisierung Afrikas: Zum Despotiebegriff und zur Geschichte der Afrikanischen Despotie. Saarbrücken: VDM, 2008. 655 pp. ISBN 978-3-8364-9380-2 [Zugleich: Universität Wien, Dissertation 2005]
- Jenseits der rassistischen Grenze. Die Wahrnehmung Afrikas bei Johann Gottfried Herder im Spiegel seiner Philosophie der Geschichte (und der Geschichten anderer Philosophen). Frankfurt am Main, Berlin, Bern, Bruxelles, New York, Oxford, Wien: Peter Lang, 2002 [= Europäische Hochschulschriften, Reihe I, Deutsche Sprache und Literatur, Bd. 1840]. 219 S. ISBN 3-631-39205-2

### Herausgegebene Schriften
- (Hg. mit Tunde Adeleke, 2023): Africa and Its Historical and Contemporary Diasporas. Lanham, Boulder, New York, London: Lexington Books. x, 224 S. ISBN 978-1-66694-019-0
- (Hg., 2021): Verschiebungen des Möglichen: Umbruchszeiten, globale Momente, Grenzüberschreitungen. Stichproben: Vienna Journal of African Studies 40, 2021. 218 S. ISSN 1992-8610
- (Hg., 2020): Histories of Pan-African Intellectual Activism. Stichproben: Vienna Journal of African Studies 38, 2020. 163 pp. ISSN 1992-8610
- (Hg., 2015): African Thoughts on Colonial and Neo-Colonial Worlds: Facets of an Intellectual History of Africa. Berlin: Neofelis. 220 S. ISBN 978-3-95808-023-2
- (Hg. mit Margarete Grandner, 2015): Nord-Süd-Ost-West-Beziehungen: Eine Einführung in die Globalgeschichte. Geschichte-Entwicklung-Politik, Bd. 16, Wien: Mandelbaum. 256 S. ISBN 978-3-85476-459-5
- (Hg. mit Ingeborg Grau und Birgit Englert, 2011): Afrika im 20. Jahrhundert: Geschichte und Gesellschaft. Wien: Promedia. Edition Weltregionen, Bd. 21, 255 S. ISBN 978-3-85371-338-9
- (Hg. mit Andreas Eckert und Ingeborg Grau, 2010): Afrika 1500 bis 1900: Geschichte und Gesellschaft. Wien: Promedia. Edition Weltregionen, Bd. 19, 235 S. ISBN 978-3-85371-303-7
- (Hg. mit Albert Kraler, 2009): Perspectives on Ethnicity and ”Race“. Wien: o. V. = Stichproben: Vienna Journal of African Studies 16, 2009. 222 S. ISSN 1992-8610
- (Hg. mit Bea Gomes und Walter Schicho, 2008): Rassismus: Beiträge zu einem vielgesichtigen Phänomen. Wien: Mandelbaum. [GEP / Gesellschaft-Entwicklung-Politik, Bd. 10] 292 S. ISBN 978-3-85476-238-6
- (Hg. mit Bea Gomes und Veronika Bilger, 2004): Rassistische Dimensionen afrikanischer Geschichte und Gegenwart. Wien: Mandelbaum. = Stichproben: Wiener Zeitschrift für kritische Afrikastudien 6, 2004. 163 S. ISBN 3-85476-122-8

### Aufsätze (Auswahl)
- W. E. B. Du Bois’ Imperialismuskritik: ‚Die afrikanischen Wurzeln des Krieges‘ (1915). (gemeinsam mit Marcus Gräser) In: Lucile Dreidemy; Johannes Knierzinger; David Mayer; Clemens Pfeffer (Hg.): Stimmen des Antikolonialismus: Eine globalhistorische Spurensammlung 1615-1915. Wien: Mandelbaum, 2025, S. 463–480.
- Agadez, Niger: Eine Stadt im Fokus. Gedanken zum Kinofilm „On the Border“. Stichproben, Wiener Zeitschrift für kritische Afrikastudien 48, 2025, S. 209–213. https://doi.org/10.25365/phaidra.668_09
- J.E. Casely Hayfords Kolonialkritik: ‚Die Tyranneien des Kapitalisten und Philanthropen‘ (1913). In: Lucile Dreidemy; Johannes Knierzinger; David Mayer; Clemens Pfeffer (Hg.): Stimmen des Antikolonialismus: Eine globalhistorische Spurensammlung 1615-1915. Wien: Mandelbaum, 2025, S. 428–443.
- Zur ‚Verkomplizierung‘ der (west-)afrikanischen Kolonialgeschichte: Eine kritische Würdigung des Gesamtwerks von J.E. Casely Hayford (1866–1930). Stichproben, Vienna Journal of African Studies 48, 2025, S. 1–44. https://doi.org/10.25365/phaidra.668_01
- George Padmore, Global Historian of Contemporary Africa avant la lettre. The C.L.R. James Journal (The Journal of the Caribbean Philosophical Association) 30/1–2, 2024, S. 129–161. https://doi.org/10.5840/clrjames2025129121
- Questioning Diaspora. George Padmore, Colonial Fascism, and the Route to Marxist Pan-Africanism. In: Tunde Adeleke & Arno Sonderegger (Hg.): Africa and Its Historical and Contemporary Diasporas. (African Studies / Diaspora Studies Series) Lanham, Boulder, New York, London: Lexington Books, 2023, S. 155–182.
- Howard French – Afrika und die Entstehung der modernen Welt (Rezension). Damals. Das Magazin für Geschichte, November 2023, S. 47 & online auf damals.de, 12.01.2024.
- Imagining African Empires, Debating the Case of Dahomey. In: Michael Gehler & Robert Rollinger (Hg.): Empires to Be Remembered. Ancient Worlds through Modern Times. (Studies in Universal and Cultural History) Wiesbaden: VS Verlag für Sozialwissenschaften, 2022, S. 411–427. ISBN 978-3-658-34003-2.
- Africanus Horton, West African Countries and Peoples. British and Native. In: Manfred Brocker (Hg.): Geschichte des Politischen Denkens. Das 19. Jahrhundert. Berlin: Suhrkamp, 2021, S. 547–560.
- Der westliche Sahel in vorkolonialen Zeiten. In: Jürgen Heß, Karl-Heinz Lutz & Torsten Konopka (Hg.): Mali und Westlicher Sahel. (Wegweiser zur Geschichte). Paderborn: Verlag Ferdinand Schöningh GmbH & ZMSBw/Zentrum für Militärgeschichte und Sozialwissenschaften der Bundeswehr, 2021, S. 18–27.
- Eric Burton – In Diensten des afrikanischen Sozialismus (Rezension). Indaba. Das SADOCC-Magazin für das südliche Afrika 112, 2021, S. 27.
- Everill Bronwen – Not Made by Slaves. Ethical Capitalism in the Age of Abolition (Rezension). H-Soz-Kult, 09.06.2021.
- Hakim Adi – Pan-Africanism. A History (Rezension). Neue Politische Literatur, Berichte aus Geschichts- und Politikwissenschaft 65, 2020, S. 304–307.
- Afrika. In: Enzyklopädie der Neuzeit Online (EDNO), Leiden: Brill, 2019.
- Steffen Runkel – Von Sklaverei und Freiheit. Afrikanische Initiativen zur Abolition an der Goldküste (1841–1897) (Rezension). Sehepunkte, Rezensionsjournal für Geschichtswissenschaften 19/10, 15.10.2019.
- Mandelas Hunderter. Ein Review Essay. Journal für Entwicklungspolitik 34/3-4, 2018, S. 173–183.
- Sascha Reif – Generationalität und Gewalt: Kriegergruppen im Ostafrika des 19. Jahrhunderts (Rezension). Historische Zeitschrift 306/2, 2018, S. 577–579.
- Felix Schürmann – Der graue Unterstrom: Walfänger und Küstengesellschaften an den tiefen Stränden Afrikas (1770-1920) (Rezension). Sehepunkte: Rezensionsjournal für Geschichtswissenschaften 18/1, 15.01.2018.
- François-Xavier Fauvelle – Das goldene Rhinozeros. Afrika im Mittelalter (Buchbesprechung). Stichproben, Vienna Journal of African Studies 33, 2017, S. 134–141.
- How the Empire Wrote Back. Notes on the Struggle of George Padmore and Kwame Nkrumah. In: Bea Lundt & Christoph Marx (Hg.): Kwame Nkrumah (1909-1972). A Controversial African Visionary. (Historische Mitteilungen der Ranke-Gesellschaft) Stuttgart: Franz Steiner, 2016, S. 19–38.
- Afrikanische Selbstentwürfe im 19. und 20. Jahrhundert: Ihr Beitrag zum Antirassismus und Antikolonialismus. In: Stefanie Hirsbrunner (Hg.): Afrika. Radikal neu denken? (OSI-Schriftenreihe) Frankfurt am Main: Peter Lang, 2016, S. 23–49.
- Facets of an Intellectual History of Africa. Reflecting Colonial and Neo-Colonial Worlds. In: Arno Sonderegger (Hg.): African Thoughts on Colonial and Neo-Colonial Worlds. Berlin: Neofelis, 2015, S. 7–16.
- Aspekte einer Globalgeschichte der Neuzeit. In: Margarete Grandner & Arno Sonderegger (Hg.): Nord-Süd-Ost-West-Beziehungen. Eine Einführung in die Globalgeschichte. (GEP/Gesellschaft-Entwicklung-Politik) Wien: Mandelbaum, 2015, S. 6–37.
- Jan C. Jansen & Jürgen Osterhammel – Dekolonisation. Das Ende der Imperien (Buchbesprechung). Stichproben. Vienna Journal of African Studies 25, 2013, S.100-107.
- Vom Wert und Kampf um Autonomie: Freiheit und Afrika. In: Clemens Sedmak (Hg.): Freiheit. Vom Wert der Autonomie. (Die Grundwerte Europas) Darmstadt: Wissenschaftliche Buchgesellschaft, 2012, S. 245–263.
- Ulrike Schmieder, Katja Füllberg-Stolberg & Michael Zeuske – The End of Slavery in Africa and the Americas. A Comparative Approach (Rezension). Zeitschrift für Weltgeschichte (Leipzig) 13/1, 2012, S. 229–231.
- Racist Fantasies. “Africa” in Austrian and German African Studies. In: Moshe Zimmermann, Christian Koller & Wulf D. Hund (Hg.): Racisms Made in Germany. (Racism Analysis Yearbook) Münster: LIT, 2011, S. 123–143.
- Nachbetrachtung zur Kolonialgeschichte und Historiographie Afrikas. Periodisierung der Geschichte Afrikas im 20. Jahrhundert. In: Arno Sonderegger, Ingeborg Grau & Birgit Englert (Hg.): Afrika im 20. Jahrhundert. Geschichte und Gesellschaft. (EWR/Edition Weltregionen) Wien: Promedia, 2011, S. 228–254.
- Katrin Bromber – Imperiale Propaganda. Die ostafrikanische Militärpresse im Zweiten Weltkrieg (Rezension). Orientalistische Literaturzeitung (Berlin) 106/2, 2011, S. 146–147.
- Atlantische Welten – Afrikanische Positionen. Zur panafrikanischen Idee bis 1945. In: Ulrike Schmieder & Hans-Heinrich Nolte (Hg.): Atlantik. Sozial- und Kulturgeschichte in der Neuzeit. (EWR/Edition Weltregionen) Wien: Promedia, 2010, S. 172–192.
- Zum Mahdi-Glauben im Sudan des 19. Jahrhunderts. Stichproben, Vienna Journal of African Studies 18, 2010, S.71-90.
- Abolitionismus in Afrika. Zwischen Zivilisierungsmission und Rassismus. In: Andreas Eckert, Ingeborg Grau & Arno Sonderegger (Hg.): Afrika 1500-1900. Geschichte und Gesellschaft. (EWR/Edition Weltregionen) Wien: Promedia, 2010, S. 218–234.
- A One-Sided Controversy. James Hunt and Africanus Horton on ‘The Negro’s Place in Nature’. In: Ulrich Pallua, Adrian Knapp & Andreas Exenberger (Hg.): (Re)Figuring Human Enslavement. Images of Power, Violence and Resistance. (Edition Weltordnung–Religion–Gewalt) Innsbruck: Innsbruck University Press, 2009, S. 193–222.
- Der Mensch – ein Mängelwesen? Reflexionen zur Geschichte der Kulturanthropologie. In: Heinrich Schmidinger & Clemens Sedmak (Hg.): Der Mensch – ein Mängelwesen? Endlichkeit, Kompensation, Entwicklung. (Topologien des Menschlichen) Darmstadt: Wissenschaftliche Buchgesellschaft, 2009, S. 65–79.
- Anglophone Discourses on Race in the 19th century. British and African Perspectives. Stichproben. Vienna Journal of African Studies 16, 2009, S. 45–85.
- Antisklaverei und Afrika: Zur Geschichte einer Bewegung im langen 19. Jahrhundert. In: Karin Fischer & Susan Zimmermann (Hg.): Internationalismus und die Transformation weltweiter Ungleichheit. Grenzüberschreitende Reformpolitik im 19. und 20. Jahrhundert. (HSK/Historische Sozialkunde/Internationale Entwicklung) Wien: Promedia/Südwind, 2008, S. 85–105.
- Geschichte und Gedenken im Banne des Eurozentrismus. In: Bea Gomes, Walter Schicho & Arno Sonderegger (Hg.): Rassismus. Beiträge zu einem vielgesichtigen Phänomen. (GEP/Gesellschaft-Entwicklung-Politik) Wien: Mandelbaum, 2008, S. 45–72.
- Kulturräume Afrikas, Kulturraum Afrika? Historische Sozialkunde: Geschichte, Fachdidaktik, Politische Bildung 38/1, 2008, S. 15–29.
- Kumasi, eine Stadt des Todes? ‚Stadtansichten‘ in Westafrika im 19. Jahrhundert. In: Vittoria Capresi (Hg.): Kolonialismus. Architektur, Städtebau, Kultur. Wien, Graz: Neuer Wissenschaftlicher Verlag NWV, 2007, S. 13–31.
- On Writing African History. Schools of Thought and their (Mis-)Representation. Stichproben. Vienna Journal of African Studies 13, 2007, S. 49–78.
- Edward M. Spiers – The Victorian Soldier in Africa (Rezension). Itinerario (Leiden) 30/3, 2006, S. 140–142.
- Eine Intellektualisierung des Ekels? Funktionen der außereuropäischen Welt in Hegels Geschichtsphilosophie. Acta Germanica. German Studies in Africa (Pretoria) 32, 2004, S. 9–26.
- Peter Rohrbacher – Die Geschichte des Hamiten-Mythos. Africa Spectrum (Hamburg) 39/2, 2004, S. 309–312.
- ‚Schafe im Wolfspelz‘. Wenn Biologen Geschichte schreiben. Stichproben. Wiener Zeitschrift für kritische Afrikastudien 6, 2004, S. 131–160.